# Denticrytea melanoloba
Denticrytea melanoloba là một loài tò vò trong họ Ichneumonidae.